# Giro de la província de Siracusa
El Giro de la província de Siracusa (en italià Giro della Provincia di Siracusa) va ser una cursa ciclista en línia que transcorria per les carreteres de Província de Siracusa, a Sicília. La primera edició es disputà el 1998 i va ser un successor del Giro de l'Etna. L'última edició passà a anomenar-se Trofeu Arancia Rossa.

## Palmarès
| Any  | Vencedor           | Segon             | Tercer            |
| ---- | ------------------ | ----------------- | ----------------- |
| 1998 | Nicola Minali      | Silvio Martinello | Ján Svorada       |
| 1999 | Alessandro Baronti | Marco Velo        | Giuseppe Palumbo  |
| 2000 | Marco Zanotti      | Nicola Minali     | Gabriele Balducci |
| 2001 | Mario Cipollini    | Nicola Minali     | Marco Zanotti     |
| 2002 | Fabio Baldato      | Mario Manzoni     | Mikhaylo Khalilov |